# Box2D
Box2D – silnik fizyki dla gier dwuwymiarowych stworzony przez Erina Catto i udostępniany na licencji zlib. Najpopularniejszymi grami wykorzystującymi Box2D są Limbo oraz Angry Birds.
Oprogramowanie zostało stworzone w języku C++, stworzono jednak nieoficjalne konwersje na język Java, Adobe Flash, C#, JavaScript, D oraz Python.

## Cechy silnika
Silnik Box2D ogranicza się do symulacji brył sztywnych. Może symulować obiekty zbudowane z wielokątów wypukłych oraz kół. Oprogramowanie umożliwia również symulację grawitacji oraz tarcia. Podstawową jednostką obliczeniową długości jest metr, a masy kilogram. Wykrywanie kolizji odbywa się w czasie ciągłym lub dyskretnym.